# Paessler PRTG
Paessler PRTG ist eine Netzwerk-Monitoring-Software der Paessler GmbH. Unter dem Begriff werden mehrere Softwarevarianten zusammengefasst, die Systembedingungen überwachen und klassifizieren sowie Statistiken von verschiedenen Hosts wie Switches, Routern, Servern und anderen Geräten und Anwendungen sammeln.

## Geschichte
PRTG geht auf den Softwareentwickler Dirk Paessler zurück. Mit dem Webserver Stress Tool entwickelte Paessler im Jahr 1997 seine erste Software. In Zusammenarbeit mit Jens Rupp folgte wenig später der IPCheck Server Monitor, welcher als erster Vorläufer von PRTG bezeichnet werden kann. Die Shareware erreichte bereits einen Jahresumsatz von 100.000 €.
Im Jahr 2001 gründete Dirk Paessler die Paessler GmbH. Als Weiterentwicklung des damals populären Open-Source-Tools MRTG (Multi Router Traffic Grapher) brachte das Unternehmen 2003 Paessler Router Traffic Grapher (PRTG) heraus, dessen Name sich an MRTG anlehnt. Mittlerweile beinhaltet Paessler PRTG weit mehr Funktionen und ist ein vollwertiges Netzwerk-Monitoring-Tool.
Im Jahr 2008 wurden der PRTG Traffic Grapher und der IPCheck Server Monitor vereint und in den PRTG Network Monitor 7 zusammengeführt. Die Fachzeitschrift Network Computing kürte das Tool zur Referenz für Monitoring-Software.
Im Jahr 2024 wurde die Paessler AG entgegen der früheren Zusagen des Gründers Dirk Paessler an ein US-amerikanisches Private-Equity-Unternehmen verkauft.

## Produkte
Mittlerweile umfasst die PRTG-Familie drei Produkte. Neben der klassischen Standalone-Lösung PRTG Network Monitor vertreibt Paessler PRTG Enterprise Monitor für große und verteilte Netzwerke und PRTG Hosted Monitor als SaaS-Variante.

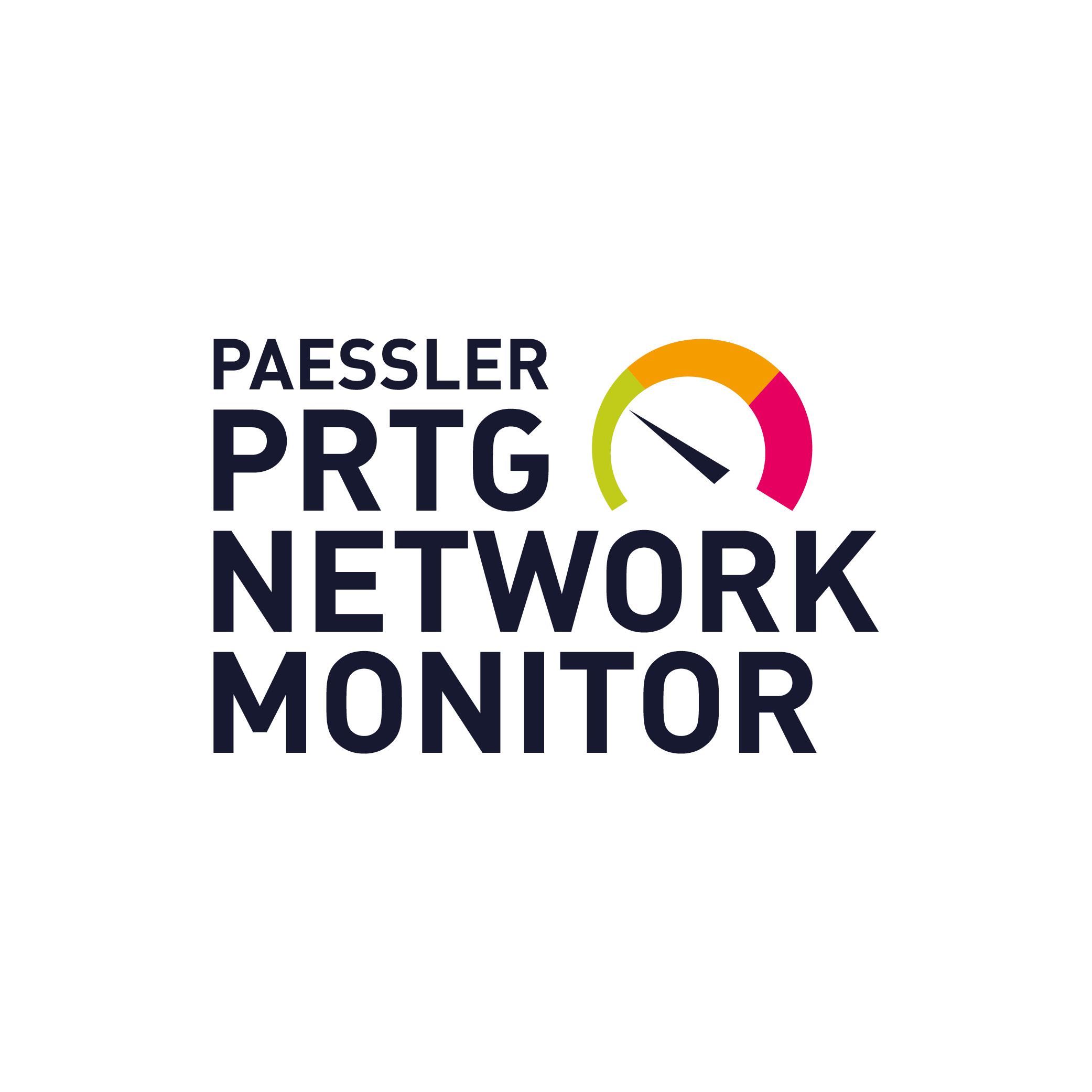
Paessler PRTG Network Monitor
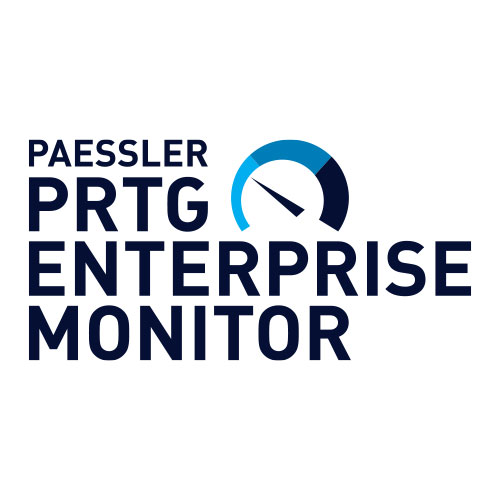
Paessler PRTG Enterprise Monitor
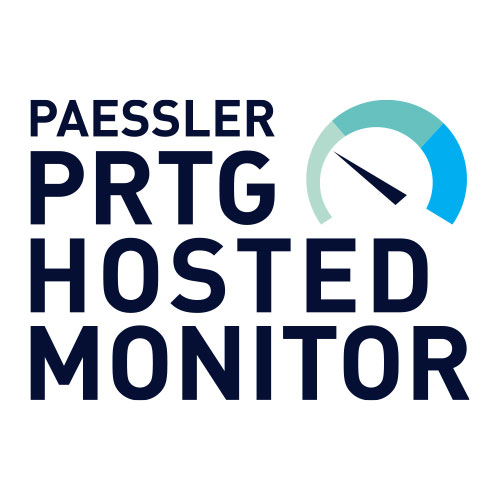
Paessler PRTG Hosted Monitor

### PRTG Network Monitor
PRTG Network Monitor ist die klassische On-Premise-Monitoring-Lösung, welche auf einem Server im Netzwerk des Nutzers gehostet wird. Für die Installation des sogenannten Core-Servers wird ein Computer mit dem Betriebssystem Windows Server benötigt.

### PRTG Enterprise Monitor
Seit dem Jahr 2020 bietet Paessler mit PRTG Enterprise Monitor eine spezialisierte Monitoring-Lösung für große IT-Umgebungen an. Neben einer laut Paessler besonders hohen Leistungsfähigkeit bei verteilten Standorten beinhaltet PRTG Enterprise Monitor auch das ITOps Board, welches eine serviceorientierte zentrale Übersicht bietet. Darin lassen sich unter anderem Business-Prozesse abbilden, die Dashboards von mehreren Servern zusammenführen und SLA-Performance und -Verfügbarkeit überwachen.

### PRTG Hosted Monitor
Im Jahr 2017 wurde eine in der Cloud gehostete Version von PRTG veröffentlicht. Die Variante "PRTG Hosted Monitor" bietet weitgehend den gleichen Funktionsumfang wie das Standard-Tool. Die Lizenzabrechnung erfolgt monatlich und richtet sich ausschließlich nach der Anzahl der sogenannten Sensoren. Im Gegensatz zu PRTG Network Monitor und PRTG Enterprise Monitor kann PRTG Hosted Monitor auch in Netzwerken ohne Windows-Server eingesetzt werden, da das Hosting in der Cloud und nicht lokal erfolgt.

## Funktionsumfang und Lizenzierung
Als Netzwerk-Monitoring-Programm überwacht PRTG verschiedene Systemzustände. Beim Erreichen oder Überschreiten von selbst definierten Grenzwerten ist eine Benachrichtigung per SMS, E-Mail oder Push-Nachricht möglich. Ziel ist es, Ausfälle von Systemen und Computern auf ein Minimum zu reduzieren.

### Sensoren
Die Software basiert auf sogenannten Sensoren, die für einen bestimmten Zweck konfiguriert werden können. Beispielsweise gibt es Sensoren für SNMP, REST-API, WMI, Flow-Protokolle wie Netflow sowie hardwarespezifische Sensoren für Switches, Router und Server. PRTG Network Monitor verfügt über mehr als 200 verschiedene vordefinierte Sensoren, die Statistiken von den überwachten Instanzen abfragen (zum Beispiel Antwortzeiten, Prozessorauslastung, Speicherplatz, Datenbankinformationen, Systemzustände oder Daten über APIs).

### Bedienung
Die Software kann komplett über ein Webinterface bedient werden. Das Webinterface eignet sich sowohl für die Fehlerbehebung in Echtzeit als auch für den Datenaustausch mit nicht-technischen Mitarbeitern über sogenannte Maps (Dashboards) und benutzerdefinierte Berichte. Zudem gibt es ein zusätzliches Desktop-Interface für Windows, Linux und macOS.

### Lizenzierung
Die Lizenzierung von PRTG richtet sich nach der Anzahl der benötigten Sensoren. Größere Netzwerke benötigen zur umfassenden Überwachung mehr Sensoren und damit eine größere Lizenz. Für PRTG Network Monitor steht eine Version mit 100 integrierten Sensoren kostenfrei zur Verfügung.

### Verbreitung
Zielgruppe von PRTG Network Monitor und PRTG Hosted Monitor sind Netzwerkadministratoren von kleineren und mittelständischen Unternehmen. PRTG Enterprise Monitor richtet sich an Administratoren von großen Unternehmen. Laut eigenen Angaben zählt PRTG weltweit 500.000 Kunden.

## Auszeichnungen
- Tool des Jahres der Zeitschrift IT-Administrator 2012
- Funkschau ITK-Produkte des Jahres Leserwahl Kategorie „Datacenter-Monitoring/Management“ 2016
- IP Insider Readers‘ Choice Award Netzwerk-Monitoring 2016
- IP Insider Readers‘ Choice Award Netzwerk-Monitoring 2017[11]
- IP Insider Readers‘ Choice Award Netzwerk-Monitoring 2018[12]
- IP Insider Readers‘ Choice Award Netzwerk-Monitoring 2019[13]
- LANLine Anbieter des Jahres 2021[14]
- IP Insider Readers‘ Choice Award Netzwerk-Monitoring 2021[15]
- IP Insider Readers‘ Choice Award Netzwerk-Monitoring 2022[16]